# 薩摩 (戦艦)
薩摩（さつま）は、
日本海軍の戦艦。
艦名は薩摩国に由来する。
日本が初めて自国で建造した戦艦である。
日露戦争中の明治37年度の臨時軍事費が一部利用され建造された。
「安芸」は姉妹艦になる。
2隻（薩摩、安芸）ともワシントン海軍軍縮条約により廃棄され、実艦標的として処分された。

## 概要
薩摩は常備排水量19,372トンで、建造当時世界最大の戦艦であった。
だが1906年にイギリスでドレッドノート（弩級艦）が竣工したため、竣工前に旧式艦（準弩級戦艦）となってしまった。
しかしながら東洋の有色人種の国家が独自設計の戦艦を建造する事自体が、西欧列強にとっては驚異的であり、薩摩が無事進水できるかどうかで、当時の日本（横浜）在住の外国人の間で賭けが行われていたという。
弩級戦艦に勝らないまでもかなり肉薄する砲力を持っていたが、実際には初の国産戦艦である本艦の主砲と中間砲には問題があり、発射速度が低かった。
だがその後逐次改良・整備が進められ、晩年に至って弩級戦艦にも匹敵する砲戦能力に達したとも言われる。
薩摩と安芸は、砲力・防御・機関部・外観で差異があり、純然たる姉妹艦ではない。
薩摩の主砲は、前後に30.5cm45口径連装砲各1基と両舷に25.4cm45口径連装砲各3基を搭載し、副砲として12cm40口径単装砲12基を搭載していた。最大の相違点は機関部と外観で（薩摩はレシプロ・煙突2本、安芸はタービン・煙突3本）、能力は安芸の方が優秀であった。

## 艦歴

### 建造
1904年(明治37年)臨時軍事費の予算成立、これには戦艦2隻(後の薩摩、安芸)建造の予算も含まれていた。
1905年（明治38年）1月21日横須賀宛に乙号戦艦製造の訓令が出された。
装甲は全て呉海軍工廠製造とされた。
造船材料の一部は三井物産を通じてアメリカ(USスチール)から輸入された。
また防御甲板用の鋼板も輸入された。
5月15日、乙号戦艦は横須賀海軍工廠で起工した。
6月11日、日本海軍は乙号戦艦の艦名を「薩摩」と内定する（甲号戦艦は安芸を予定）。
1906年（明治39年）10月5日、嘉仁親王（明治天皇皇太子）は東伏見宮依仁親王と共に、横須賀軍港と横須賀鎮守府（司令長官上村彦之丞中将）を視察する。皇太子は横須賀海軍工廠で建造中の薩摩と鞍馬および整備中の戦艦周防（旧名ペレスヴェート級戦艦のポベータ）を巡覧、軍港では戦艦香取や装甲巡洋艦出雲（第一艦隊旗艦、司令長官片岡七郎中将）に乗艦した。
11月15日午後2時より進水式を開始、
明治天皇と皇太子が臨席し、
乙号戦艦は制式に薩摩と命名され、
2時25分に進水した。
同日附で戦艦に類別。
11月29日、ボイラーに混焼装置設置の訓令が出された。
1909年(明治42年)、呉海軍工廠で製造された兵器は若宮丸を使い横須賀へ運ばれた。
1910年(明治43年)1月23日、貴族院と衆議院の両議員が横須賀海軍工廠と薩摩を観覧した。
同年3月25日、竣工。第一艦隊に編入された。

### 1910年
7月18日、検定射撃中に前部12インチ砲左砲が誤発した。
艦に異常は無かったが、
近くにいた2名が鼓膜の損傷をした。

### 1911年
1911年（明治44年）11月26日、当時10歳の裕仁親王（のちの昭和天皇）および弟宮の雍仁親王・宣仁親王、また皇族一同と乃木希典・小笠原長生等は横浜港沖合に停泊中の「薩摩」に乗艦した。上村彦之丞第一艦隊司令長官や山口九十郎薩摩艦長の案内で、本艦を見学した。

### 1914年
1914年（大正3年）3月下旬、大正天皇皇太子（当時13歳の裕仁親王。のち昭和天皇）および弟宮（雍仁親王、宣仁親王）は江田島に行啓することになった。
3月20日昼、神戸港で皇太子一行は「薩摩」（薩摩艦長吉島重太郎大佐）に乗艦した。供奉艦は戦艦摂津（摂津艦長木村剛大佐）と石見（石見艦長小林恵吉郎大佐）であった。薩摩には福留繁（太平洋戦争中期の連合艦隊参謀長）が少尉として勤務していた。
3月21日、皇太子達は高松市（香川県）に上陸する。
3月22日午前中、皇太子一行（薩摩、摂津、石見）は軍艦3隻（筑波、金剛、周防）との演習を見学した。午後2時過ぎ、6隻（薩摩、摂津、石見、筑波、金剛、周防）は江田島に到着して投錨。この後も3隻（筑波、金剛、周防）はしばらく御召艦に同行する。皇太子一行は薩摩を下艦し、海軍兵学校に行啓した。
3月23日も皇太子一行は海軍兵学校に行啓、午後4時頃に「薩摩」へ戻った。
3月24日、「薩摩」と供奉艦は宮島に移動、皇太子一行は上陸して厳島神社を参拝、午後2頃帰還した。
呉に移動後、皇太子一行は呉軍港に上陸する。
3月25日、艦隊（薩摩、摂津、石見）は小豆島に移動する。
3月26日、艦隊（薩摩、摂津、石見）は小豆島から神戸港に移動する（途中、戦艦朝日と遭遇）。昼頃に神戸港到着、皇太子一行は御召艦「薩摩」を退艦した。
淳宮（秩父宮）は海軍志望、高松宮は陸軍志望だったが、この旅行中に秩父宮の陸軍幼年学校入学が内定、また高松宮の海軍入りも噂されていたという。後日、病床の高松宮宣仁親王を見舞った昭和天皇が「あの時は楽しかったね」と語ったように、薩摩での江田島行啓は三宮にとって忘れられない旅行となった。

### 第一次世界大戦
第一次世界大戦における「薩摩」は第二南遣支隊に組み入れられ、太平洋のドイツ領の攻略作戦などで活躍した。

### 1920年
1920年（大正9年）3月下旬、大正天皇皇太子（のちの昭和天皇）が四国・九州地方を巡啓することになり、3月24日に神戸港で御召艦「香取」に乗艦する。先導艦を「安芸」、供奉艦を「薩摩」他が務めた。

### 廃艦
ワシントン軍縮条約によって廃艦が決定し、1923年（大正12年）9月20日、除籍。艦艇類別等級表からも削除された。
1924年（大正13年）9月2日、連合艦隊（連合艦隊司令長官鈴木貫太郎大将、第二艦隊司令長官加藤寛治中将）の主力艦艇が館山沖に集結した。高松宮宣仁親王（少尉候補生）達も練習艦隊旗艦八雲に乗艦し、研究射撃を見学する。旧薩摩は房総半島の野島埼沖（伊豆大島東方海面）において戦艦日向・金剛などの研究射撃標的艦となる。午後1時40分から日向と金剛による砲撃を実施した。つづいて長良型軽巡洋艦2隻（由良、名取）による研究射撃を実施したが、上部構造物の破壊にとどまった。
最終的に第5駆逐隊の松風型駆逐艦3隻（第三号《朝風》、第五号《春風》、第七号《松風》）が発射した魚雷3本により雷撃処分された。沈没時刻は午後3時50分。中村俊久（当時、東郷元帥副官）によれば、東郷平八郎元帥は「石見（元ロシア戦艦オリョール）は分捕艦だから別だが、国民の血税で漸く出来た艦を自らの手で沈めるのは見るに忍びない」として「薩摩」の沈没には立ち会わなかったという。

## 艦長
※『日本海軍史』第9巻・第10巻の「将官履歴」及び『官報』に基づく。
- 上泉徳弥 大佐：1909年1月15日 - 1909年12月1日 ＊兼横須賀海軍工廠艤装員
- 荘司義基 大佐：1909年12月1日 - 1910年3月1日 ＊兼横須賀海軍工廠艤装員（1909年12月8日 - 1910年3月1日）
- 江口麟六 大佐：1910年3月1日 - 1911年1月31日 ＊兼横須賀海軍工廠艤装員（ - 1910年4月1日）
- 上村経吉 大佐：1911年1月31日 - 1911年11月20日
- 山口九十郎 大佐：1911年11月20日 - 1913年5月24日
- 上村経吉 大佐：1913年5月24日 - 1913年12月1日
- 吉島重太郎 大佐：1913年12月1日 - 1915年10月1日
- 布目満造 大佐：1915年10月1日 - 1915年12月13日
- 堀輝房 大佐：1915年12月13日 - 1916年12月1日
- 飯田久恒 大佐：1916年12月1日 - 1917年3月19日
- 竹内重利 大佐：1917年3月19日 - 1917年12月1日
- 島内桓太 大佐：1917年12月1日 - 1918年4月9日
- 飯田延太郎 大佐：1918年4月9日 - 1918年6月1日
- 大内田盛繁 大佐：1918年7月5日 - 1919年11月20日
- 森本義寛 大佐：1919年11月20日[92] - 1920年11月20日
- 中川寛 大佐：1920年11月20日 -
- 三上良忠 大佐：1921年11月26日 - 1922年1月26日
- 横地錠二 大佐：1922年1月26日 - 1922年11月10日
- 田村丕顕大佐：1922年11月10日 - 1923年9月1日[93] ※1923年6月1日まで「三笠」艦長兼任[94]。